# ای‌اس‌پی۳۲
ESP32 مجموعه‌ای از سامانه‌های روی یک تراشه ریزکنترل‌گر کم‌هزینه و کم‌مصرف با وای-فای و بلوتوث دوبانده است. سری ESP32 از ریزپردازنده تنسیلیکا Xtensa LX6 در هر دو نوع تک‌هسته‌ای و دوهسته‌ای، ریزپردازنده دوهسته‌ای Xtensa LX7، یا ریزپردازنده تک‌هسته‌ای ریسک پنج استفاده می‌کند و دارای سوئیچ‌های آنتن داخلی، فرکانس رادیویی بالون، تقویت‌کننده توان، تقویت‌کننده گیرنده کم‌نویز، فیلترها و ماژول‌های مدیریت توان است. این تراشه معمولاً یا روی بردهای اختصاصی یک دستگاه یافت می‌شود یا در طیف گسترده‌ای از بردهای توسعه با پین‌های جی‌پی‌آی‌او و اتصالات متنوع بسته به مدل و سازنده برد عرضه می‌گردد.
ESP32 توسط اسپرسف سیستمز، یک شرکت چینی مستقر در شانگهای، طراحی و توسعه داده شده و توسط تی‌اس‌ام‌سی با فناوری ساخت ۴۰ نانومتری تولید می‌شود. این تراشه جانشین ریزکنترل‌گر ESP8266 است.

## ویژگی‌ها

نمودار بلوکی عملکرد ESP32

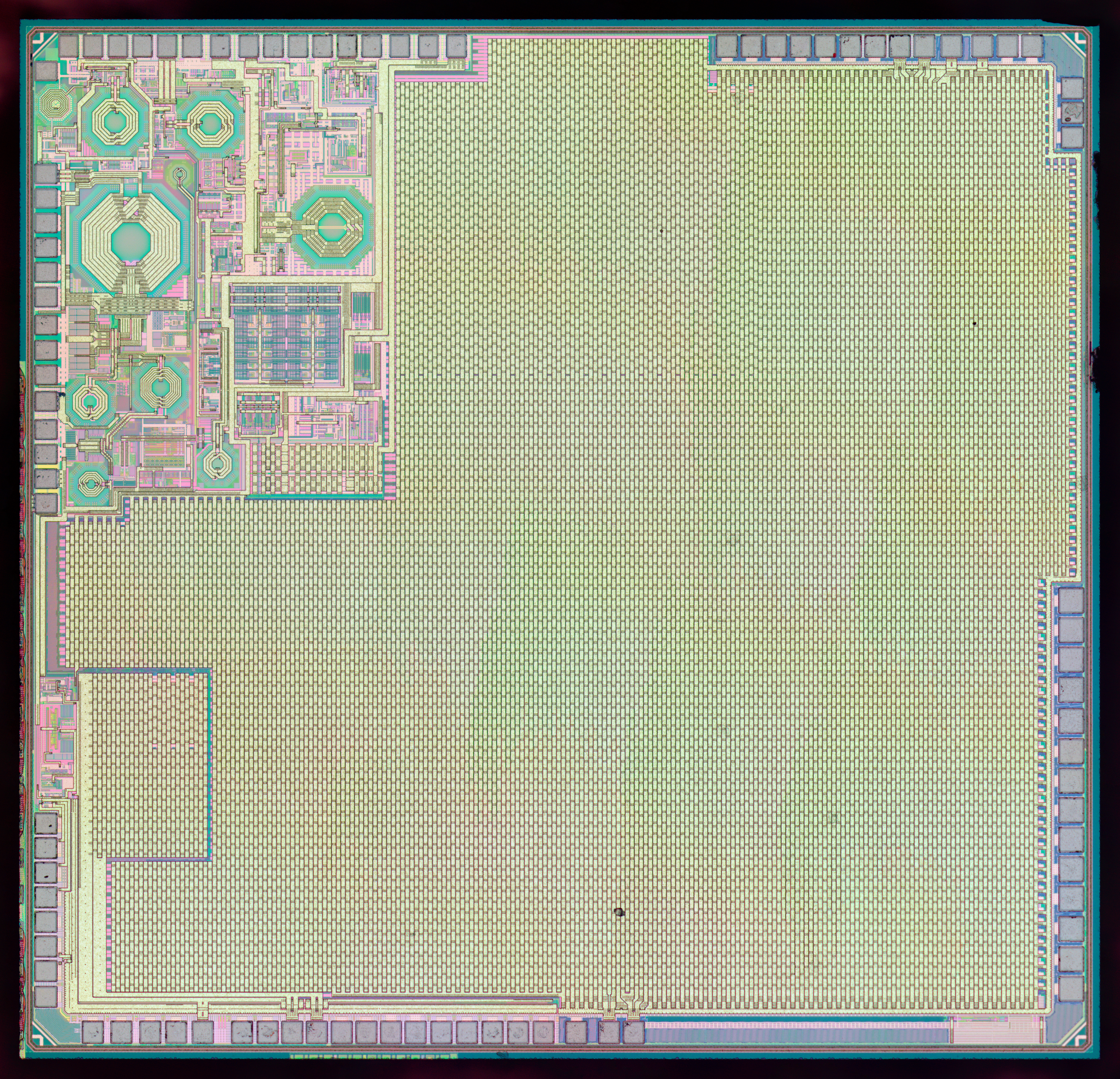
عکس دای ESP32. بخش عمده‌ای از تراشه توسط شبکه توزیع توان اشغال شده است.

ویژگی‌های ESP32 شامل موارد زیر است:
- پردازنده‌ها:
  - CPU: ریزپردازنده ۳۲ بیتی تنسیلیکا LX6 دوهسته‌ای (یا تک‌هسته‌ای) با فرکانس کاری ۱۶۰ یا ۲۴۰ مگاهرتز و توان عملکرد تا ۶۰۰ DMIPS
  - هم‌پردازنده بسیار کم‌مصرف (ULP)
- حافظه: ۵۲۰ کیبی‌بایت RAM و ۴۴۸ کیبی‌بایت ROM
- اتصال بی‌سیم:
  - وای-فای: ۸۰۲٫۱۱ b/g/n
  - بلوتوث: نسخه ۴٫۲ BR/EDR و BLE (رادیوی مشترک با وای-فای)
- رابط‌های جانبی:
  - ۳۴ پایه جی‌پی‌آی‌او قابل برنامه‌ریزی
  - ۱۰ حسگر لمسی (پایه‌های جی‌پی‌آی‌او با قابلیت حس خازنی)
  - ۲ مبدل آنالوگ به دیجیتال ۱۲ بیتی از نوع SAR ADC، حداکثر ۱۸ کانال، با چهار سطح تضعیف ورودی
  - ۲ مبدل دیجیتال به آنالوگ ۸ بیتی (DAC) (به‌جز در ESP32-C3 و ESP32-S3[۴])
  - خروجی دودویی بر پایه مدولاسیون دلتا-سیگما (تا ۸ کانال)[۵]
  - PWM موتور
  - PWM برای LED (تا ۱۶ کانال)
  - کنترل از راه دور مادون قرمز (ارسال/دریافت، تا ۸ کانال)
  - شمارنده پالس (قابلیت رمزگشایی چهارتایی کامل)
  - رابط‌های استاندارد ارتباطی:
    - ۴× SPI
    - ۲× I²S
    - ۲× I²C
    - ۳× UART
    - کنترلر میزبان SD/SDIO/CE-ATA/MMC/eMMC
    - کنترلر جانبی SDIO/SPI
    - رابط MAC برای اترنت با DMA اختصاصی و پشتیبانی برنامه‌ریزی‌شده از آی‌تریپل‌ئی ۱۵۸۸[۶]
    - کن باس نسخه ۲٫۰
- امنیت:
  - پشتیبانی کامل از ویژگی‌های امنیتی استاندارد آی‌تریپل‌ئی ۸۰۲٫۱۱ از جمله WPA, WPA2، WPA3 (بسته به نسخه)[۷] و WAPI
  - بوت امن (Secure boot)
  - رمزگذاری حافظه فلش
  - ۱۰۲۴ بیت OTP، حداکثر ۷۶۸ بیت برای کاربران
  - شتاب‌دهنده سخت‌افزاری رمزنگاری: AES، SHA-2، RSA، ECC، RNG
- مدیریت توان:
  - رگولاتور LDO داخلی
  - حوزه توان جداگانه برای RTC
  - ۵ میکروآمپر جریان در حالت خواب عمیق
  - قابلیت بیدار شدن از وقفه جی‌پی‌آی‌او، تایمر، اندازه‌گیری ADC یا وقفه حسگر لمسی

## خانواده ESP32-xx
از زمان عرضه اولیه ESP32، شمار زیادی از گونه‌های مختلف آن معرفی و اعلام شده‌اند. این تراشه‌ها خانواده ریزکنترل‌گرهای ESP32 را تشکیل می‌دهند. این تراشه‌ها پردازنده‌ها و قابلیت‌های مختلفی دارند، اما همگی از یک SDK استفاده می‌کنند و تا حد زیادی با یکدیگر سازگاری کد دارند. علاوه بر این، خود ESP32 اصلی نیز بازبینی شده است (برای مثال به ESP32 ECO V3 رجوع کنید).

### ESP32
- ریزپردازنده‌های ۳۲ بیتی تنسیلیکا LX6 تک‌هسته‌ای/دوهسته‌ای
- پشتیبانی از واحد ممیز شناور تک‌دقت (FPU)
- وای-فای: ۸۰۲٫۱۱ b/g/n
- بلوتوث: نسخه ۴٫۲ BR/EDR و BLE (اشتراک رادیو با وای-فای)
- ۳۴ پایه جی‌پی‌آی‌او
- مبدل آنالوگ به دیجیتال ۱۲ بیتی از نوع SAR ADC، حداکثر ۱۸ کانال[۸]
- ۲ مبدل دیجیتال به آنالوگ ۸ بیتی (DAC)[۹]

### ESP32-S2
- پردازنده تک‌هسته‌ای تنسیلیکا LX7 تا فرکانس ۲۴۰ مگاهرتز (با هم‌پردازنده بسیار کم‌مصرف ULP با فرکانس ۲۰ مگاهرتز)
- بدون واحد ممیز شناور (بدون FPU)[۱۰]
- ۳۲۰ کیبی‌بایت SRAM، ۱۲۸ کیبی‌بایت ROM و ۱۶ کیبی‌بایت RTC SRAM
- وای-فای باند ۲٫۴ گیگاهرتز (آی‌تریپل‌ئی ۸۰۲٫۱۱b/g/n)[۱۱]
- بدون بلوتوث ۴۳ پایه جی‌پی‌آی‌او
- ۲ مبدل آنالوگ به دیجیتال ۱۳ بیتی از نوع SAR ADC، حداکثر ۲۰ کانال
- ۲ مبدل دیجیتال به آنالوگ ۸ بیتی (DAC)[۱۲]
- یواس‌بی اوتی‌جی

### ESP32-S3
- پردازنده دوهسته‌ای تنسیلیکا LX7 با فرکانس کاری تا ۲۴۰ مگاهرتز[۱۳] و پشتیبانی از واحد ممیز شناور تک‌دقت
  - دارای دستورالعمل‌های اضافی برای تسریع برنامه‌های یادگیری ماشین
- ۵۱۲ کیبی‌بایت SRAM، ۳۸۴ کیبی‌بایت ROM و ۱۶ کیبی‌بایت RTC SRAM قابلیت اتصال به پی‌اس رم و فلش خارجی از طریق Quad SPI یا Octal SPI و اشتراک همان فضای آدرس ۳۲ مگابایت
- هم‌پردازنده بسیار کم‌مصرف ریسک پنج (RV32IMC) با فرکانس تقریبی ۱۷٫۵ مگاهرتز هم‌پردازنده بسیار کم‌مصرف FSM مشابه با ESP32 و ESP32-S2
- وای-فای باند ۲٫۴ گیگاهرتز (آی‌تریپل‌ئی ۸۰۲٫۱۱ b/g/n)[۱۴]
- بلوتوث نسخه ۵ (LE)
- ۴۵ پایه جی‌پی‌آی‌او
- بدون MAC داخلی برای اترنت
- ۲ مبدل آنالوگ به دیجیتال ۱۲ بیتی از نوع SAR ADC، حداکثر ۲۰ کانال
- یواس‌بی اوتی‌جی

### ESP32-C2
- پردازنده تک‌هسته‌ای ۳۲ بیتی ریسک پنج تا فرکانس ۱۲۰ مگاهرتز که مجموعه دستورهای RV32IMC را پیاده‌سازی می‌کند[۱۵]
- عملکرد پیشرفته توان و RF
- ۵۷۶ کیبی‌بایت ROM، ۲۷۲ کیبی‌بایت SRAM (۱۶ کیبی‌بایت برای کش) روی تراشه
- ۱۴ پایه جی‌پی‌آی‌او
- SPI, UART, I2C، کنترل‌کننده PWM برای LED، کنترل‌کننده GDMA (General DMA), SAR ADC، حسگر دما

### ESP32-C3

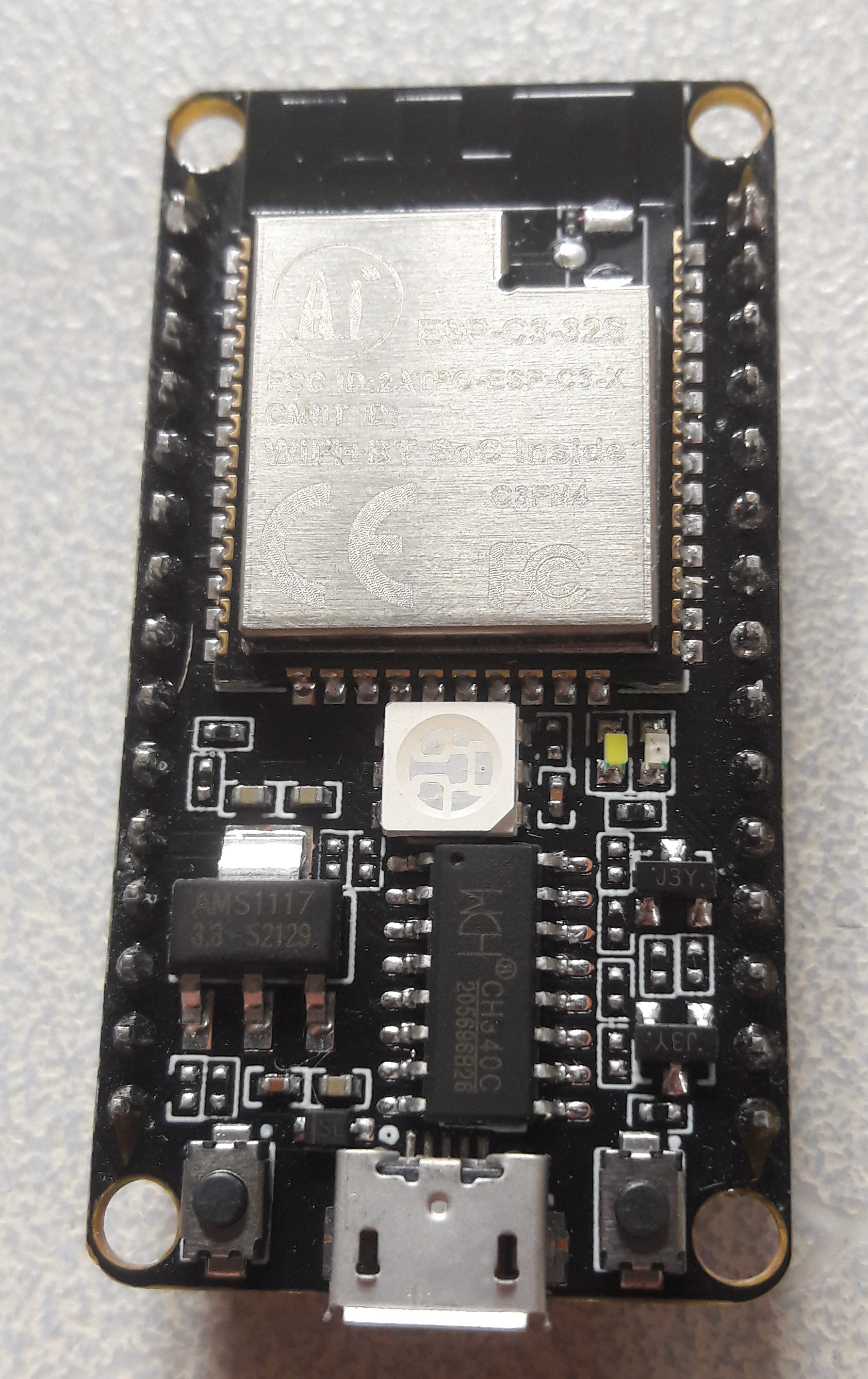
برد NodeMCU با ESP32-C3-32S

- پردازنده تک‌هسته‌ای ۳۲ بیتی ریسک پنج با فرکانس کاری تا ۱۶۰ مگاهرتز[۱۶]
- ۴۰۰ کیبی‌بایت SRAM، ۳۸۴ کیبی‌بایت ROM و ۸ کیبی‌بایت RTC SRAM
- وای-فای باند ۲٫۴ گیگاهرتز (آی‌تریپل‌ئی ۸۰۲٫۱۱b/g/n)[۱۷]
- بلوتوث نسخه ۵ (LE)[۱۷]
- ۲۲ / ۱۶ پایه جی‌پی‌آی‌او
- ۲ مبدل آنالوگ به دیجیتال ۱۲ بیتی از نوع SAR ADC
- سازگار پایه با ESP8266

### ESP32-C6
- پردازنده ۳۲ بیتی ریسک پنج با کارایی بالا، تا ۱۶۰ مگاهرتز،[۱۸] پیاده‌ساز RV32IMAC پردازنده ۳۲ بیتی کم‌مصرف ریسک پنج، تا ۲۰ مگاهرتز، پیاده‌ساز RV32IMAC
- ۵۱۲ کیبی‌بایت SRAM و ۳۲۰ کیبی‌بایت ROM آی‌تریپل‌ئی ۸۰۲٫۱۱ax (وای-فای ۶) در باند ۲٫۴ گیگاهرتز، پشتیبانی از پهنای باند ۲۰ مگاهرتز در حالت ۱۱ax و ۲۰ یا ۴۰ مگاهرتز در حالت ۱۱b/g/n
- آی‌تریپل‌ئی ۸۰۲٫۱۵٫۴ (ترد + زیگ بی)
- بلوتوث نسخه ۵٫۳ (LE)
- ۳۰ پایه (QFN40) یا ۲۲ پایه (QFN32) جی‌پی‌آی‌او

### ESP32-H2
- پردازنده تک‌هسته‌ای ۳۲ بیتی ریسک پنج با فرکانس کاری تا ۹۶ مگاهرتز
- ۲۵۶ کیلوبایت SRAM
- آی‌تریپل‌ئی ۸۰۲٫۱۵٫۴ (ترد + زیگ بی)
- بلوتوث نسخه ۵٫۳ (LE)
- بدون پشتیبانی از وای-فای
- ۱۹ پایه جی‌پی‌آی‌او[۱۹]

## معرفی‌شده (بدون عرضه)

### ESP32-C5
- تک‌هسته‌ای ۳۲-بیتی ریسک پنج با فرکانس تا ۲۴۰ مگاهرتز[۲۰]
- ۳۸۴ کیلوبایت SRAM و ۳۲۰ کیلوبایت ROM
- آی‌تریپل‌ئی ۸۰۲٫۱۱ax (یا Wi-Fi 6) در باندهای ۲٫۴ و ۵ گیگاهرتز، با پشتیبانی از پهنای باند ۲۰ مگاهرتز در حالت 11ax و پهنای باند ۲۰ یا ۴۰ مگاهرتز در حالت 11b/g/n
- IEEE 802.15.4 (ترد (پروتکل شبکه) + Zigbee)[۲۱]
- بلوتوث ۵ (LE)
- بیش از ۲۰ پین جی‌پی‌آی‌او

### ESP32-P4
- پردازنده دوهسته‌ای ۳۲-بیتی ریسک پنج با عملکرد بالا، تا ۴۰۰ مگاهرتز
  - پیاده‌سازی RV32IMAFC_Zicsr_Zifencei و دستورالعمل‌های سفارشی هوش مصنوعی/برداری
- پشتیبانی از واحد ممیز شناور تک‌دقتی (FPU)
- پردازنده تک‌هسته‌ای ۳۲-بیتی ریسک پنج با عملکرد پایین، تا ۴۰ مگاهرتز
  - پیاده‌سازی افزونه‌های ISA با RV32IMAC_Zicsr_Zifencei
- ۷۶۸ کیلوبایت SRAM در سیستم هسته با عملکرد بالا
- ۸ کیلوبایت TCM در سیستم هسته با عملکرد بالا
- ۳۲ کیلوبایت SRAM در زیرسیستم کم‌مصرف
- پشتیبانی از پی‌اس رم
- شتاب‌دهنده‌های سخت‌افزاری یکپارچه برای پروتکل‌های گوناگون کدگذاری رسانه، از جمله H.264
- Wi-Fi و بلوتوث پیاده‌سازی نشده‌اند
- در صورت نیاز به اتصال بی‌سیم، می‌توان به‌سادگی آن را به سری ESP32-C/S/H متصل کرد
- بیش از ۵۰ پین جی‌پی‌آی‌او[۲۲]

## ماژول و تراشه بسته بدون-سر تخت چهارطرفه
ESP32 در بسته‌های بسته بدون-سر تخت چهارطرفه (اختصاری QFN) با اندازه‌های گوناگون و دارای ۴۹ سطح تماس قرار دارد؛ ۴۸ سطح تماس اتصال در کناره‌ها و یک سطح تماس حرارتی بزرگ (اتصال به زمین) در بخش زیرین تعبیه شده است.

### تراشه
مدار مجتمع سامانه روی یک تراشه ESP32 در بسته‌های QFN با اندازه‌های ۶ میلی‌متر × ۶ میلی‌متر و ۵ میلی‌متر × ۵ میلی‌متر بسته‌بندی می‌شود.
| سری             | مشخصه | هسته‌های تراشه | سرعت پردازنده (MHz) | حافظه الحاقی آنی (MiB) | حافظه الحاقی پی‌اس رم (MiB) | جی‌پی‌آی‌او  | ابعاد بسته | توضیحات |
| --------------- | ----- | ------------- | ------------------- | ---------------------- | -------------------------- | --------- | --- | ------- |
| ESP32           |       |               |                     |                        |                            |           | |         |
| ESP31B          | ۲     | ۲۴۰           | ۰                   | ۰                      | ۳۴                         | 6 mm×6 mm | پیش‌عرضه SoC برای تست بتا. عرضه نمی‌شود                                                                            |         |
| ESP32-D0WDQ6    | ۲     | ۲۴۰           | ۰                   | ۰                      | ۳۴                         | 6 mm×6 mm | تولید ابتدایی تراشه سری ESP32. برای طراحی جدید نیست.                                                             |         |
| ESP32-D0WD      | ۲     | ۲۴۰           | ۰                   | ۰                      | ۳۴                         | 5 mm×5 mm | همان ESP32-D0WDQ6 در بسته‌بندی کوچکتر. برای طراحی جدید نیست.                                                      |         |
| ESP32-D0WDQ6-V3 | ۲     | ۲۴۰           | ۰                   | ۰                      | ۳۴                         | 6 mm×6 mm | دارای اصلاحات اضافه بر روی ESP32-D0WDQ6 است. برای طراحی جدید نیست.                                               |         |
| ESP32-D2WD      | ۲     | ۱۶۰           | ۲                   | ۰                      | ۳۴                         | 5 mm×5 mm | برای طراحی جدید نیست.                                                                                            |         |
| ESP32-S0WD      | ۱     | ۱۶۰           | ۰                   | ۰                      | ۳۴                         | 5 mm×5 mm | نسخه دارای پردازشگر تک‌هسته. برای طراحی جدید نیست.                                                                |         |
| ESP32-D0WD-V3   | ۲     | ۲۴۰           | ۰                   | ۰                      | ۳۴                         | 5 mm×5 mm | دارای اصلاحات اضافه بر روی ESP32-D0WD است.                                                                       |         |
| ESP32-D0WDR2-V3 | ۲     | ۲۴۰           | ۰                   | ۲                      | ۳۴                         | 5 mm×5 mm | |         |
| ESP32-U4WDH     | ۲     | ۲۴۰           | ۴                   | ۰                      | ۳۴                         | 5 mm×5 mm | نسخه دارای پردازشگر تک‌هسته و حافظه الحاقی آنی و 4 MiB (32 Mibit). یک نسخه دارای یک پردازشگر 160MHz نیز وجود دارد |         |
| ESP32-S2        |       |               |                     |                        |                            |           | |         |
| ESP32-S2        | ۱     | ۲۴۰           | ۰                   | ۰                      | ۴۳                         | 7 mm×7 mm | دارای یواس‌بی اوتی‌جی                                                                                              |         |
| ESP32-S2R2      | ۱     | ۲۴۰           | ۰                   | ۲                      | ۴۳                         | 7 mm×7 mm | دارای یواس‌بی اوتی‌جی                                                                                              |         |
| ESP32-S2FH2     | ۱     | ۲۴۰           | ۲                   | ۰                      | ۴۳                         | 7 mm×7 mm | دارای یواس‌بی اوتی‌جی                                                                                              |         |
| ESP32-S2FH4     | ۱     | ۲۴۰           | ۴                   | ۰                      | ۴۳                         | 7 mm×7 mm | دارای یواس‌بی اوتی‌جی                                                                                              |         |
| ESP32-S2FN4R2   | ۱     | ۲۴۰           | ۴                   | ۲                      | ۴۳                         | 7 mm×7 mm | دارای یواس‌بی اوتی‌جی                                                                                              |         |
| ESP32-S3        |       |               |                     |                        |                            |           | |         |
| ESP32-S3        | ۲     | ۲۴۰           | ۰                   | ۰                      | ۴۵                         | 7 mm×7 mm | دارای یواس‌بی اوتی‌جی. با ولتاژ 1.8V VDD_SPI.                                                                      |         |
| ESP32-S3R2      | ۲     | ۲۴۰           | ۰                   | ۲                      | ۴۵                         | 7 mm×7 mm | دارای یواس‌بی اوتی‌جی                                                                                              |         |
| ESP32-S3R8      | ۲     | ۲۴۰           | ۰                   | ۸                      | ۴۵                         | 7 mm×7 mm | دارای یواس‌بی اوتی‌جی                                                                                              |         |
| ESP32-S3R8V     | ۲     | ۲۴۰           | ۰                   | ۸                      | ۴۵                         | 7 mm×7 mm | دارای یواس‌بی اوتی‌جی. با ولتاژ 1.8V VDD_SPI.                                                                      |         |
| ESP32-S3FN8     | ۲     | ۲۴۰           | ۸                   | ۰                      | ۴۵                         | 7 mm×7 mm | دارای یواس‌بی اوتی‌جی                                                                                              |         |
| ESP32-S3FH4R2   | ۲     | ۲۴۰           | ۴                   | ۲                      | ۴۵                         | 7 mm×7 mm | دارای یواس‌بی اوتی‌جی                                                                                              |         |
| ESP32-C2        |       |               |                     |                        |                            |           | |         |
| ESP8684H1       | ۱     | ۱۲۰           | ۱                   | ۰                      | ۱۴                         | 4 mm×4 mm | دارای بلوتوث ۵                                                                                                   |         |
| ESP8684H2       | ۱     | ۱۲۰           | ۲                   | ۰                      | ۱۴                         | 4 mm×4 mm | دارای بلوتوث ۵                                                                                                   |         |
| ESP8684H4       | ۱     | ۱۲۰           | ۴                   | ۰                      | ۱۴                         | 4 mm×4 mm | دارای بلوتوث ۵                                                                                                   |         |
| ESP32-C3        |       |               |                     |                        |                            |           | |         |
| ESP32-C3        | ۱     | ۱۶۰           | ۰                   | ۰                      | ۲۲                         | 5 mm×5 mm | دارای بلوتوث ۵                                                                                                   |         |
| ESP32-C3FN4     | ۱     | ۱۶۰           | ۴                   | ۰                      | ۲۲                         | 5 mm×5 mm | برای طراحی جدید نیست.                                                                                            |         |
| ESP32-C3FH4     | ۱     | ۱۶۰           | ۴                   | ۰                      | ۲۲                         | 5 mm×5 mm | دارای بلوتوث ۵                                                                                                   |         |
| ESP32-C3FH4AZ   | ۱     | ۱۶۰           | ۴                   | ۰                      | ۱۶                         | 5 mm×5 mm | دارای بلوتوث ۵. پین‌های SPI0/SPI1 برای اتصال سریع تجمیع نشده‌اند                                                   |         |
| ESP-Shelly-C38F | ۱     | ۱۶۰           | ۸                   | ۰                      | ۱۱                         | 5 mm×5 mm | دارای بلوتوث ۵                                                                                                   |         |
| ESP8686H4       | ۱     | -             | ۴                   | ۰                      | -                          | 4 mm×4 mm | منتشر نشده |         |
| ESP8685H2       | ۱     | ۱۶۰           | ۲                   | ۰                      | ۱۵                         | 4 mm×4 mm | دارای بلوتوث ۵                                                                                                   |         |
| ESP8685H4       | ۱     | ۱۶۰           | ۴                   | ۰                      | ۱۵                         | 4 mm×4 mm | دارای بلوتوث ۵                                                                                                   |         |
| ESP32-C6        |       |               |                     |                        |                            |           | |         |
| ESP32-C6        | ۱     | ۱۶۰           | ۰                   | ۰                      | ۳۰                         | 5 mm×5 mm | دارای بلوتوث ۵ و وای-فای ۶                                                                                       |         |
| ESP32-C6FH4     | ۱     | ۱۶۰           | ۴                   | ۰                      | ۲۲                         | 5 mm×5 mm | دارای بلوتوث ۵ و وای-فای ۶                                                                                       |         |
| ESP32-H2        |       |               |                     |                        |                            |           | |         |
| ESP32-H2FH2     | ۱     | ۹۶            | ۲                   | ۰                      | ۱۹                         | 4 mm×4 mm | دارای بلوتوث ۵ و توری بلوتوث                                                                                     |         |
| ESP32-H2FH4     | ۱     | ۹۶            | ۴                   | ۰                      | ۱۹                         | 4 mm×4 mm | دارای بلوتوث ۵ و توری بلوتوث                                                                                     |         |

در سال ۲۰۲۰، تراشه‌های ESP32-D0WDQ6 و ESP32-D0WD نیز نسخه V3 (ESP32 ECO V3) را دریافت کردند که برخی از باگ‌ها را برطرف کرده و بهبودهایی نسبت به نسخه‌های قبلی ارائه می‌کند.

### ماژول‌ها
ماژول‌های ESP32 PICO، در واقع سامانه در یک بسته تراشه سیلیکونی ESP32 را با نوسان‌ساز کریستالی، تراشه حافظه فلش، خازن‌های فیلتر و اتصالات تطبیق RF در یک بسته QFN با ابعاد ۷ میلی‌متر × ۷ میلی‌متر ترکیب می‌کنند.
اولین PICO عرضه‌شده، ESP32-PICO-D4 بود که دارای ۲ واحد پردازشی با فرکانس ۲۴۰ مگاهرتز، ۴ مگابایت فلش داخلی، نوسان‌ساز ۴۰ مگاهرتز و ۳۴ پین جی‌پی‌آی‌او بود.
در سال ۲۰۲۰، ماژول‌های ESP32-PICO-V3 و ESP32-PICO-V3-02 معرفی شدند که هر دو بر پایه ویفر ESP32 ECO V3 هستند.
در سال ۲۰۲۲ ماژول ESP32-S3-PICO-1 معرفی شد که دارای یواس‌بی اوتی‌جی و پی‌اس رم داخلی بود.
| مشخصه                | هسته‌های تراشه | سرعت پردازنده (MHz) | حافظه الحاقی آنی (MiB) | حافظه الحاقی پی‌اس رم (MiB) | جی‌پی‌آی‌او | ابعاد بسته | توضیحات                                                                                 |
| -------------------- | ------------- | ------------------- | ---------------------- | -------------------------- | -------- | ---------- | --------------------------------------------------------------------------------------- |
| ESP32-PICO-D4        | ۲             | ۲۴۰                 | ۴                      | ۰                          | ۳۴       | 7 mm×7 mm  | شامل تراشته ESP32، نوسان‌ساز کریستالی، تراشه حافظه فلش، خازن‌های فیلتر و اتصالات تطبیق RF |
| ESP32-PICO-V3        | ۲             | ۲۴۰                 | ۴                      | ۰                          | ۳۱       | 7 mm×7 mm  | بر پایه ESP32 با ویفر ECO V3.                                                           |
| ESP32-PICO-V3-02     | ۲             | ۲۴۰                 | ۸                      | ۲                          | ۲۹       | 7 mm×7 mm  | بر پایه ESP32 با ویفر ECO V3.                                                           |
| ESP32-S3-PICO-1-N8R2 | ۲             | ۲۴۰                 | ۸                      | ۲                          | ۳۹       | 7 mm×7 mm  | دارای یواس‌بی اوتی‌جی                                                                     |
| ESP32-S3-PICO-1-N8R8 | ۲             | ۲۴۰                 | ۸                      | ۸                          | ۳۹       | 7 mm×7 mm  | دارای یواس‌بی اوتی‌جی                                                                     |